# Łysienie wężykowate
Łysienie wężykowate (ophiasis) – rodzaj łysienia uznawany za odmianę łysienia plackowatego. Choroba swoim zakresem dotyka wyłącznie dzieci.

## Charakterystyka
Łysienie wężykowate, jako objaw chorobowy swoim zasięgiem dotyka obwodu skóry głowy. W pierwszej fazie łysienie wężykowate obejmuje kark, a następnie przesuwa się ono w okolice skroni i linii czoła. Sama nazwa choroby związana jest z faktem, że dolegliwość przesuwa się wężykowatą linią w sposób symetryczny począwszy od karku. 

## Leczenie
Choroba łysienia wężykowatego nie wymaga leczenia farmakologicznego czy też chirurgicznego. Dolegliwość ustępuje z reguły samoistnie, choć nie zostały ustalone ramy czasu, w których dochodzi do zakończenia procesu. Przebieg choroby jest bezbolesny. Łysienie wężykowate może przenosić się w inne obszary ciała dotkniętego dolegliwością pacjenta.

Przeczytaj ostrzeżenie dotyczące informacji medycznych i pokrewnych zamieszczonych w Wikipedii.